# Santa Barbara Regional Airport
Santa Barbara Regional Airport är en flygplats i Mexiko.   Den ligger i kommunen Chilpancingo de los Bravo och delstaten Guerrero, i den södra delen av landet, 210 km söder om huvudstaden Mexico City. Santa Barbara Regional Airport ligger 1 272 meter över havet.
Terrängen runt Santa Barbara Regional Airport är kuperad åt nordost, men åt sydväst är den bergig. Runt Santa Barbara Regional Airport är det ganska tätbefolkat, med 120 invånare per kvadratkilometer. Närmaste större samhälle är Chilpancingo de los Bravo, 2,7 km söder om Santa Barbara Regional Airport. I omgivningarna runt Santa Barbara Regional Airport växer huvudsakligen savannskog.